# شلبی (آیووا)
شلبی (به انگلیسی: Shelby) شهری در ایالت آیووا کشور ایالات متحده آمریکا است که جمعیت آن در سرشماری سال ۲۰۱۰ میلادی، ۶۴۱ نفر بوده‌است.